# Canton de Vic-en-Bigorre
Le canton de Vic-en-Bigorre est une circonscription électorale française située dans le département du Hautes-Pyrénées et la région Occitanie.

## Histoire
À la suite du redécoupage cantonal de 2014, les limites territoriales du canton sont remaniées. Le nombre de communes du canton passe de 15 à 22.

## Représentation

### Conseillers d'arrondissement (de 1833 à 1940)
| Période                                  | Période      | Identité                                 | Étiquette   | Qualité |
| ---------------------------------------- | ------------ | ---------------------------------------- | ----------- | --- |
| 1833                                     | 1836         | M. Pagès                                 |             | Pharmacien à Vic                                                                                            |
| 1836                                     | 1848         | Marc Marie Giffard (1792-1859)           |             | Médecin à Vic                                                                                               |
|                                          |              |                                          |             | |
| 1880                                     | 1892 (décès) | Émile Lacassin                           | Républicain | Pharmacien à Vic-en-Bigorre                                                                                 |
| 18 février 1893                          |              |                                          |             | |
| 1898                                     |              | Oscar Bordères (1837-1904)               | Radical     | Propriétaire à Vic-en-Bigorre                                                                               |
|                                          |              |                                          |             | |
|                                          | 1916 (décès) | Pierre Auguste Saint-Laurens (1847-1916) |             | Propriétaire à Artagnan, Président du Conseil d'arrondissement                                              |
|                                          |              |                                          |             | |
|                                          | 1940         | Guillaume Bonnecarrère                   | Radical     | Propriétaire à Vic-en-Bigorre                                                                               |
| 1940                                     |              |                                          |             | Les conseils d'arrondissement ont été suspendus par la loi du 12 octobre 1940 et n'ont jamais été réactivés |
| Les données manquantes sont à compléter. |              |                                          |             | |

### Conseillers généraux de 1833 à 2015
| Période         | Période           | Identité                              | Étiquette              | Qualité |
| --------------- | ----------------- | ------------------------------------- | ---------------------- | --- |
| 1833            | 1842              | Jacques Fourcade (1779-1862)          | Majorité ministérielle | Avocat puis magistrat Député (1830-1834) Propriétaire à Vic                                                             |
| 1842            | 1848              | Bernard Lacaze                        |                        | Négociant à Vic-en-Bigorre                                                                                              |
| 1848            | 1852              | Marc Giffard                          |                        | Médecin à Vic-en-Bigorre, conseiller d'arrondissement                                                                   |
| 1852            | 1863 (décès)      | Honoré Laffeuilade                    |                        | Magistrat à Tarbes puis à Toulouse                                                                                      |
| 1863            | 1870              | Bernard Lacaze                        |                        | Négociant à Vic-en-Bigorre                                                                                              |
| 1870            | 1878 (décès)      | Paul Bordères                         | Républicain            | Avocat à Tarbes puis à Toulouse                                                                                         |
| 1879            | 1915 (décès)      | Joseph Fitte                          | Rad.                   | Vétérinaire Député (1902-1915)                                                                                          |
| 1919            | 1931              | Manuel Fourcade                       | URD                    | Avocat au barreau de Paris Maire de Vic-en-Bigorre (1881-1893 et 1894-1915) Sénateur (1927-1940)                        |
| 1931            | 1937              | Léon Duprat                           | RG                     | Négociant à Vic-en-Bigorre                                                                                              |
| 1937            | 1940              | Jacques Fourcade (fils de M.Fourcade) | Républicain            | Avocat au barreau de Paris                                                                                              |
|                 |                   |                                       |                        | |
| 1945            | 1949              | Henri Vignes dit Jean Destieu         | MLN                    | Instituteur puis journaliste, ancien résistant                                                                          |
| 1949            | 1955              | Pierre Bourda                         | Rad.                   | Avocat Conseiller municipal de Vic-en-Bigorre (1953-1959) Sénateur (1958-1959 et 1965-1974)                             |
| 1955            | 1959 (annulation) | Robert Burret                         | CNIP                   | Technicien géomètre Maire de Camalès (1947-1965)                                                                        |
| 19 juillet 1959 | 1961              | Albert Battoue                        | CNIP                   | Médecin Conseiller municipal de Vic-en-Bigorre (1965-1977)                                                              |
| 1961            | 1973              | Pierre Guillard                       | Rad. puis MRG          | Agent d'assurances Maire de Vic-en-Bigorre                                                                              |
| 1973            | 1979              | Yvan Souptès                          | PCF                    | Instituteur Maire d'Andrest (1971-1995)                                                                                 |
| 1979            | 2015              | Claude Miqueu                         | PS puis DVG            | Chargé de cours à l'université Député (1988-1993) Maire de Vic-en-Bigorre (1977-2008) Vice-Président du Conseil Général |

### Conseillers départementaux à partir de 2015
| Période élective | Période élective | Mandat | Mandat   | Identité            | Nuance | Nuance | Qualité                                        |
| ---------------- | ---------------- | ------ | -------- | ------------------- | ------ | ------ | ---------------------------------------------- |
| 2015             | 2021             | 2015   | 2021     | Isabelle Lafourcade |        | PRG    | Responsable associative à Vic-en-Bigorre       |
| 2015             | 2021             | 2015   | 2021     | Bernard Poublan     |        | PRG    | Ancien professeur de gestion Maire de Siarrouy |
| 2021             | 2028             | 2021   | en cours | Isabelle Lafourcade |        | PRG    | Conseillère sortante, conseillère retraite     |
| 2021             | 2028             | 2021   | en cours | Bernard Poublan     |        | PRG    | Conseiller sortant, ancien maire de Siarrouy   |

### Résultats détaillés

#### Élections de mars 2015
À l'issue du 1er tour des élections départementales de 2015, deux binômes sont en ballottage : Isabelle Lafourcade et Bernard Poublan (DVG, 31,04 %) et Anne-Laure Latrille-Larmitou et Clément Menet (Union de la Droite, 27,2 %). Le taux de participation est de 56,76 % (5 477 votants sur 9 650 inscrits) contre 54,65 % au niveau départemental et 50,17 % au niveau national.
Au second tour, Isabelle Lafourcade et Bernard Poublan (DVG) sont élus avec 55,71 % des suffrages exprimés et un taux de participation de 58,19 % (2 804 voix pour 5 615 votants et 9 650 inscrits).
Isabelle Lafourcade est apparentée au groupe PRG.

#### Élections de juin 2021
Le premier tour des élections départementales de 2021 est marqué par un très faible taux de participation (33,26 % au niveau national). Dans le canton de Vic-en-Bigorre, ce taux de participation est de 38,65 % (3 705 votants sur 9 586 inscrits) contre 39,47 % au niveau départemental. À l'issue de ce premier tour, deux binômes sont en ballottage : Isabelle Lafourcade et Bernard Poublan (DVG, 47,64 %) et Céline Boisseau-Deschouarts et Patrick Roucau (Divers, 19,17 %).
Le second tour des élections est marqué une nouvelle fois par une abstention massive équivalente au premier tour. Les taux de participation sont de 34,36 % au niveau national, 39,92 % dans le département et 39 % dans le canton de Vic-en-Bigorre. Isabelle Lafourcade et Bernard Poublan (DVG) sont élus avec 69,16 % des suffrages exprimés (2 335 voix pour 3 740 votants et 9 590 inscrits),,. 

## Composition

### Composition avant 2015
Le canton de Vic-en-Bigorre regroupait 15 communes.
| Nom                        | Code Insee | Codepostal | Superficie (km2) | Population (dernière pop. légale) | Densité (hab./km2) |
| -------------------------- | ---------- | ---------- | ---------------- | --------------------------------- | ------------------ |
| Vic-en-Bigorre (chef-lieu) | 65460      | 65500      | 31,86            | 5 071 (2012)                      | 159                |
| Andrest                    | 65007      | 65390      | 6,19             | 1 430 (2012)                      | 231                |
| Artagnan                   | 65035      | 65500      | 4,94             | 511 (2012)                        | 103                |
| Caixon                     | 65119      | 65500      | 8,55             | 406 (2012)                        | 47                 |
| Camalès                    | 65121      | 65500      | 4,67             | 448 (2012)                        | 96                 |
| Escaunets                  | 65160      | 65500      | 6,24             | 120 (2012)                        | 19                 |
| Marsac                     | 65299      | 65500      | 1,55             | 236 (2012)                        | 152                |
| Nouilhan                   | 65330      | 65500      | 4,53             | 200 (2012)                        | 44                 |
| Pujo                       | 65372      | 65500      | 5,28             | 613 (2012)                        | 116                |
| Saint-Lézer                | 65390      | 65500      | 11,17            | 418 (2012)                        | 37                 |
| Sanous                     | 65403      | 65500      | 1,70             | 89 (2012)                         | 52                 |
| Siarrouy                   | 65425      | 65500      | 6,20             | 425 (2012)                        | 69                 |
| Talazac                    | 65438      | 65500      | 1,58             | 69 (2012)                         | 44                 |
| Villenave-près-Béarn       | 65476      | 65500      | 3,09             | 59 (2012)                         | 19                 |
| Villenave-près-Marsac      | 65477      | 65500      | 1,12             | 70 (2012)                         | 63                 |

### Composition depuis 2015
Le canton de Vic-en-Bigorre compte désormais 22 communes.
| Nom                                    | Code Insee | Intercommunalité           | Superficie (km2) | Population (dernière pop. légale) | Densité (hab./km2) | Modifier                                    |
| -------------------------------------- | ---------- | -------------------------- | ---------------- | --------------------------------- | ------------------ | ------------------------------------------- |
| Vic-en-Bigorre (bureau centralisateur) | 65460      | CC Adour Madiran           | 31,86            | 4 830 (2022)                      | 152                | modifier les données · modifier les données |
| Andrest                                | 65007      | CC Adour Madiran           | 6,19             | 1 349 (2022)                      | 218                | modifier les données · modifier les données |
| Artagnan                               | 65035      | CC Adour Madiran           | 4,94             | 509 (2022)                        | 103                | modifier les données · modifier les données |
| Aurensan                               | 65048      | CA Tarbes-Lourdes-Pyrénées | 7,11             | 768 (2022)                        | 108                | modifier les données · modifier les données |
| Caixon                                 | 65119      | CC Adour Madiran           | 8,55             | 346 (2022)                        | 40                 | modifier les données · modifier les données |
| Camalès                                | 65121      | CC Adour Madiran           | 4,67             | 377 (2022)                        | 81                 | modifier les données · modifier les données |
| Escaunets                              | 65160      | CC Adour Madiran           | 6,24             | 117 (2022)                        | 19                 | modifier les données · modifier les données |
| Gayan                                  | 65189      | CA Tarbes-Lourdes-Pyrénées | 2,78             | 267 (2022)                        | 96                 | modifier les données · modifier les données |
| Lagarde                                | 65244      | CA Tarbes-Lourdes-Pyrénées | 4,91             | 530 (2022)                        | 108                | modifier les données · modifier les données |
| Marsac                                 | 65299      | CC Adour Madiran           | 1,55             | 230 (2022)                        | 148                | modifier les données · modifier les données |
| Nouilhan                               | 65330      | CC Adour Madiran           | 4,53             | 230 (2022)                        | 51                 | modifier les données · modifier les données |
| Oroix                                  | 65341      | CC Adour Madiran           | 8,90             | 101 (2022)                        | 11                 | modifier les données · modifier les données |
| Pintac                                 | 65364      | CC Adour Madiran           | 1,49             | 22 (2022)                         | 15                 | modifier les données · modifier les données |
| Pujo                                   | 65372      | CC Adour Madiran           | 5,28             | 670 (2022)                        | 127                | modifier les données · modifier les données |
| Saint-Lézer                            | 65390      | CC Adour Madiran           | 11,17            | 434 (2022)                        | 39                 | modifier les données · modifier les données |
| Sanous                                 | 65403      | CC Adour Madiran           | 1,70             | 100 (2022)                        | 59                 | modifier les données · modifier les données |
| Sarniguet                              | 65406      | CA Tarbes-Lourdes-Pyrénées | 2,07             | 259 (2022)                        | 125                | modifier les données · modifier les données |
| Siarrouy                               | 65425      | CC Adour Madiran           | 6,20             | 462 (2022)                        | 75                 | modifier les données · modifier les données |
| Talazac                                | 65438      | CC Adour Madiran           | 1,58             | 76 (2022)                         | 48                 | modifier les données · modifier les données |
| Tarasteix                              | 65439      | CC Adour Madiran           | 9,85             | 270 (2022)                        | 27                 | modifier les données · modifier les données |
| Villenave-près-Béarn                   | 65476      | CC Adour Madiran           | 3,09             | 69 (2022)                         | 22                 | modifier les données · modifier les données |
| Villenave-près-Marsac                  | 65477      | CC Adour Madiran           | 1,12             | 110 (2022)                        | 98                 | modifier les données · modifier les données |
| Canton de Vic-en-Bigorre               | 6517       |                            | 135,78           | 12 126 (2022)                     | 89                 | modifier les données                        |

## Démographie

### Démographie avant 2015
| 1962  | 1968  | 1975  | 1982  | 1990  | 1999  | 2006  | 2011   | 2012   |
| ----- | ----- | ----- | ----- | ----- | ----- | ----- | ------ | ------ |
| 7 383 | 8 044 | 8 367 | 8 593 | 9 450 | 9 211 | 9 842 | 10 222 | 10 165 |

### Démographie depuis 2015
En 2022, le canton comptait 12 126 habitants, en évolution de −0,49 % par rapport à 2016 (Hautes-Pyrénées : +1,59 %, France hors Mayotte : +2,11 %).
| 2013   | 2018   | 2022   |
| ------ | ------ | ------ |
| 12 202 | 12 183 | 12 126 |